# Guerre contre Sigismond
Batailles
- Stegeborg
- Stångebro

La guerre contre Sigismond (Avsättningskriget mot Sigismund en suédois) est une guerre civile qui touche la Suède entre 1598 et 1600. Elle oppose le roi Sigismond, qui règne également sur la Pologne, à son oncle Charles, duc de Södermanland et régent de Suède en son absence.
Le conflit aboutit à la déposition de Sigismond au profit de Charles, qui devient le roi Charles IX. L'union personnelle entre la Suède et la Pologne-Lituanie prend ainsi fin. L'Église de Suède profite également du remplacement du catholique Sigismond par le luthérien Charles. Le roi déchu ne renonce pas à ses droits sur le trône suédois : c'est le début d'un conflit presque ininterrompu entre 1600 et 1629.

## Contexte

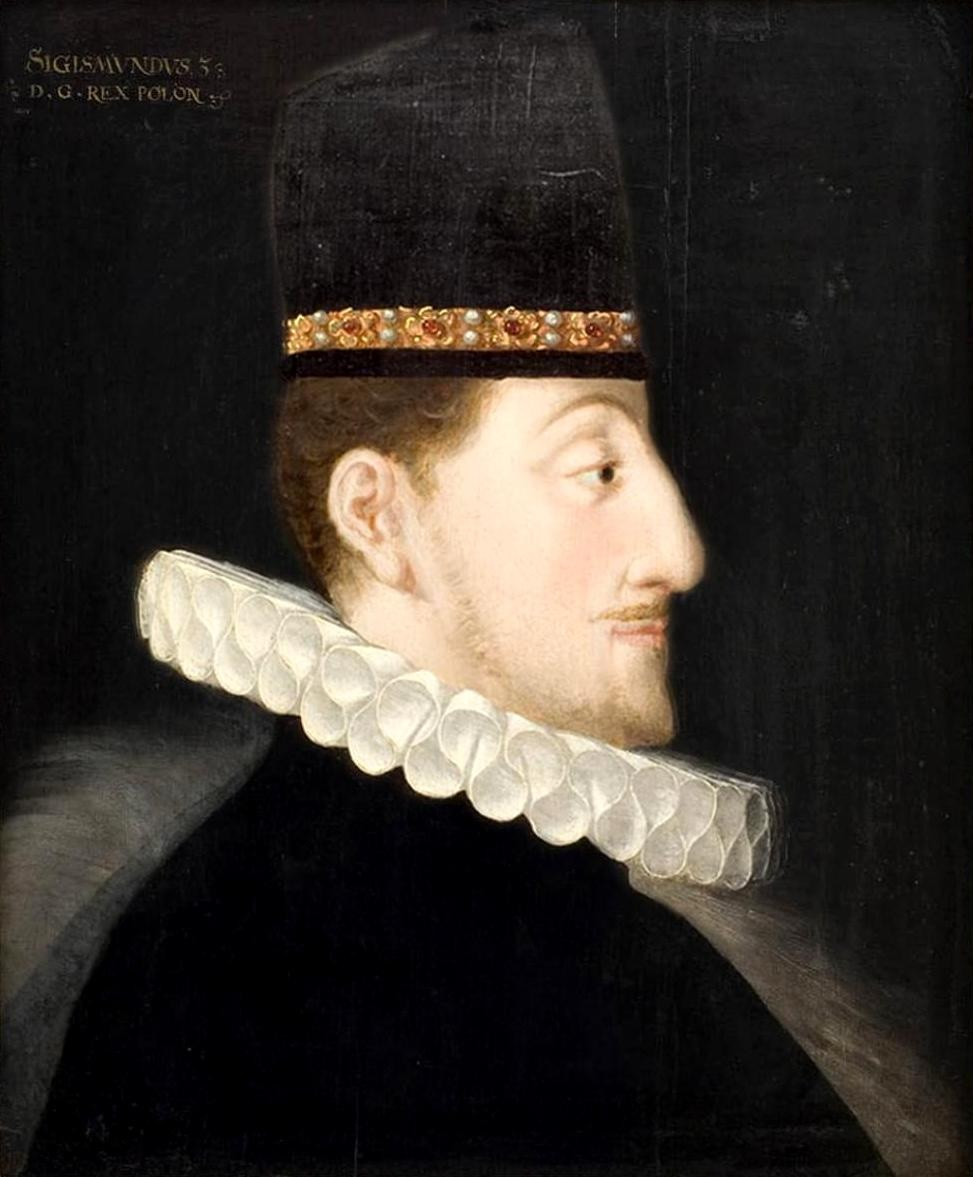
Sigismond, roi de Pologne et de Suède.

À la mort du roi de Suède Jean III, en 1592, son fils Sigismond se trouve en Pologne, dont il a été élu roi en 1587. Il existe alors en Suède un parti luthérien, mené par le duc de Södermanland Charles, le frère cadet du roi, qui s'oppose aux tentatives de conciliation avec l'Église catholique effectuées par Jean III. L'idée de voir son neveu catholique Sigismond succéder à son père n'a rien pour plaire au duc Charles, qui se verrait bien occuper le trône lui-même.
La manière concrète dont l'union personnelle entre la Suède et la Pologne doit s'effectuer n'est pas clairement définie. Jean III a promulgué le statut de Kalmar (sv) en 1587, mais ce texte a été rejeté par le Parlement réuni à Stockholm en 1590. Le duc Charles met à profit l'ambiguïté de la situation pour renforcer sa propre position. Il se réconcilie avec d'anciens conseillers royaux qui recouvrent à cette occasion titres et domaines perdus. La position prééminente du duc dans le gouvernement du royaume est reconnue, en attendant l'arrivée de Sigismond.
En mars 1593, le duc Charles réunit le synode d'Uppsala. Plusieurs décisions importantes y sont prises dans le domaine religieux, notamment l'adoption de la confession d'Augsbourg et l'abolition de la liturgie définie par Jean III en 1576. Le duc est chargé de l'application des décisions du synode, et il exige que Sigismond s'y plie avant de pouvoir être sacré roi de Suède.
Pendant ce temps, Sigismond doit surmonter la réticence de ses sujets polonais à l'idée de voir leur souverain partir à l'étranger. Il finit par obtenir l'autorisation de quitter la Pologne pendant un an et débarque à Stockholm le 30 septembre 1593. Des tensions ne tardent pas à naître entre lui et le duc Charles, qui se présente comme le défenseur de la bonne doctrine religieuse, en digne héritier de son père Gustave Vasa. Le sacre de Sigismond doit être retardé, mais il finit par se soumettre à ces exigences devant le Parlement en janvier 1594 et procède à la prestation de serment habituelle (konungaförsäkran) le 18 février. Il est sacré le lendemain.
Après son couronnement, Sigismond étudie la manière dont la Suède doit être gouvernée en son absence. Le duc Charles souhaite être nommé régent et gouverner avec le conseil (riksråd). Le conseil préférerait partager le pouvoir avec le duc, dont la prééminence serait purement de forme. Sigismond avance une proposition de partage du pouvoir entre le duc et le conseil, mais aussi des lieutenants à travers le pays, ce dont ni le duc, ni le conseil ne veulent entendre parler. Le 28 juillet 1594, Sigismond impose sa proposition et restreint également les pouvoirs du duc et du conseil, notamment en leur interdisant de convoquer un Parlement. Ce faisant, il pousse le conseil à rallier le parti du duc.
Au mépris des ordres du roi, le duc Charles convoque le Parlement à Söderköping en septembre 1595. C'est l'occasion pour les paysans du sud de l'Ostrobotnie de faire entendre leur opposition aux méthodes du gouverneur Clas Eriksson Fleming, un fidèle du roi Sigismond. Au début de l'année 1596, la noblesse de Finlande, réunie à Turku, proclame son refus des décisions prises au Parlement de Söderköping. Le duc Charles apporte dès lors son soutien aux paysans lorsqu'ils se révoltent contre Fleming en décembre 1596. Cette révolte, surnommée « guerre des gourdins » (Klubbekriget), s'étend rapidement à toute la Finlande. Elle est matée par les fidèles du roi, menés par Fleming jusqu'à sa mort en avril 1597.
Sigismond annonce alors qu'il ne peut plus accepter que le duc Charles reste régent. Celui-ci quitte son poste, démission que le roi accepte et qui laisse le pouvoir aux mains du conseil,. Le duc convoque un nouveau Parlement, cette fois à Arboga. Un seul membre du conseil y assiste, les autres excusant leur absence par l'interdit de Sigismond. Le duc affirme sa fidélité à Sigismond et souhaite son retour en Suède pour clarifier la situation. Il revient sur sa démission et reprend son titre de régent, ce dont il obtient confirmation lors d'une nouvelle réunion des États à Söderköping.

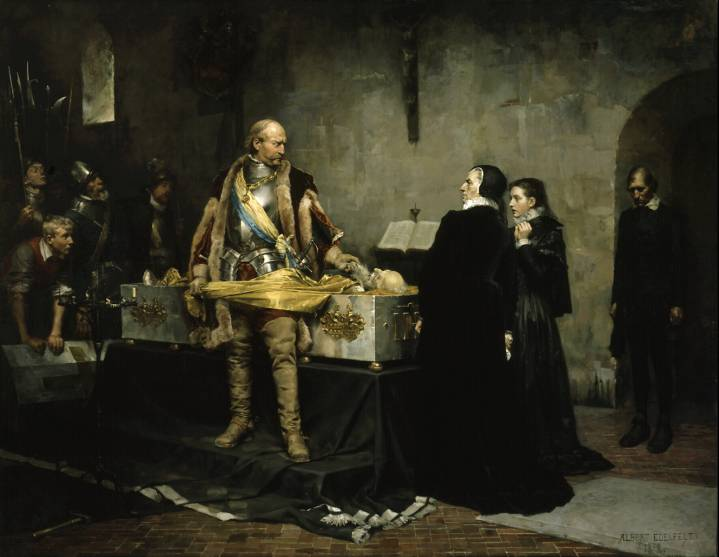
Le duc Charles insultant le corps de Klas Fleming, par le peintre finlandais Albert Edelfelt (1878).

Le duc Charles envoie ensuite ses troupes au château d'Älvsborg (sv) et au château de Kalmar, qui tombent entre ses mains au printemps. La situation est moins favorable en Finlande, où Ebba Stenbock la veuve de Clas Fleming, détient toujours le château de Turku. Il faut un siège de plusieurs semaines pour obtenir sa reddition. D'après la légende, le duc Charles aurait déclaré, en trouvant le corps de Fleming dans son cercueil : « Si tu étais encore en vie, ta tête serait en plus grand danger. » Stenbock aurait répliqué : « Si mon bienheureux seigneur était encore en vie, Votre Grâce ne serait jamais entrée ici,. »
Plusieurs membres du conseil, parmi lesquels Erik Larsson Sparre, Gustav Banér (sv) et Sten Banér (sv), fuient la Suède pour se réfugier auprès de Sigismond, par loyauté et par peur pour leur sécurité personnelle. Le duc Charles s'adresse aux autres cours européennes pour exiger l'arrestation des fuyards. Il obtient la déposition des derniers membres du conseil durant l'été.
En octobre 1597, la rumeur court que Sigismond se prépare à reconquérir la Suède par la force. Le duc Charles, toujours à Turku, rentre alors à Stockholm, où il s'efforce d'obtenir le soutien des États. La noblesse est divisée, et au cours de l'automne, l'opposition entre le duc et les États s'accroît. L'archevêque d'Uppsala Abraham Angermannus fait partie de ses adversaires, si bien qu'il ne peut plus se présenter comme un rempart contre le catholicisme.
Le duc Charles réunit un nouveau Parlement à Uppsala en février 1598 afin de former un front uni contre Sigismond et de rejeter ses exigences. Le roi envoie un négociateur, Samuel Laski (sv), qui arrive à Uppsala le 11 février, trois jours après l'ouverture du Parlement. Dans son discours devant les États, il critique Charles pour avoir ignoré le conseil et les ordres du roi, des accusations que le duc réfute dans la soirée. Grâce au soutien de la paysannerie, qui est l'ordre le mieux représenté dans ce Parlement, il bénéficie de la majorité et obtient le même mandat qu'au sortir du Parlement d'Arboga, avec en outre le droit de convoquer le Parlement. La décision du Parlement, datée du 20 février, marque l'échec de la mission de Laski.

## Le conflit

### Préparatifs
Sigismond comprend qu'il aura besoin d'une armée pour rentrer en Suède. Il s'efforce d'obtenir des fonds pour la guerre devant le Parlement réuni en mars 1598. Durant le printemps, il rassemble ses troupes, ainsi qu'une flotte de cent navires à Dantzig. Le chancelier Jan Zamoyski est partisan d'une grande armée, tandis que les conseillers suédois exilés recommandent de limiter le nombre de soldats étrangers, susceptibles d'être mal accueillis en Suède. En fin de compte, l'armée de Sigismond comprend 4 000 mercenaires allemands, croates et hongrois, ainsi que la garde polonaise, pour un total d'environ 5 000 hommes. Commandée par le Livonien Jürgen Farensbach, elle ne doit servir que de moyen de pression : l'objectif de Sigismond n'est pas de conquérir la Suède par la force.
Le roi espère encore pouvoir régler le conflit pacifiquement. Il renvoie Laski en Suède en mai 1598 pour négocier avec le duc Charles et obtenir l'envoi de la flotte suédoise à Dantzig. Laski rencontre le duc à Nyköping, mais ce dernier affirme devoir porter la question devant le Parlement et Laski rentre en Pologne les mains vides le 18 juin. Les États, réunis à Vadstena, rejettent la demande de Laski, mais approuvent en revanche le duc, qui souhaite pouvoir se défendre dans l'éventualité où Sigismond débarquerait en Suède à la tête d'une armée. Durant l'été, le duc Charles se prépare à la guerre en levant une armée d'environ 2 000 hommes. Il s'efforce également de séduire les provinces les plus favorables à Sigismond et installe des fidèles à la tête des principales forteresses du royaume.

### Le débarquement de Sigismond

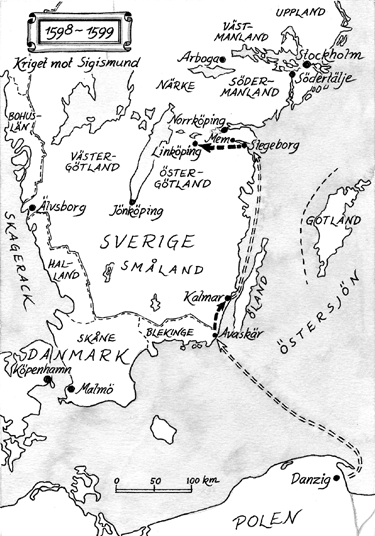
Le trajet de l'armée de Sigismond.

N'ayant pu obtenir le soutien de la flotte suédoise, Sigismond est quant à lui contraint d'acheter et de saisir des navires pour faire traverser la mer Baltique à ses troupes. Il quitte le port de Dantzig le 20 juillet. Son arrivée en Suède doit être coordonnée avec une attaque venue de Finlande, et le gouverneur finlandais Arvid Stålarm le Jeune (sv), dit « Bras-de-Fer » (Stålarm), débarque dans l'Uppland une semaine avant Sigismond à la tête de 3 000 hommes. Leur objectif est de s'emparer de Stockholm. Ils sont arrêtés par trois universitaires, Nicolaus Olai Bothniensis (sv), Laurentius Paulinus et Ericus Jacobi Skinnerus (sv), qui ont pris la tête des paysans de l'Uppland pour couper court à leur progression. Menacé par la flotte du duc Charles et ayant reçu l'ordre d'éviter toute bataille rangée, Stålarm préfère battre en retraite. Cet incident est resté dans l'histoire sous le nom de « campagne des saucisses », en référence au contenu des besaces des Finlandais dont les paysans de l'Uppland se sont emparés,.
Sigismond débarque le 30 juillet 1598 à Avaskär (sv), dans l'est du Blekinge. Il commence par envoyer Laski à Kalmar pour obtenir l'ouverture des portes de la ville. Devant l'échec des négociations, il se présente devant la ville avec ses troupes et menace les commandants ennemis de leur infliger le supplice de la roue et de dépouiller leurs enfants de leurs titres de noblesse s'ils ne le laissent pas entrer. Ses menaces ont l'effet voulu et Sigismond pénètre dans la ville le 1er août. Il place à la tête de la forteresse trois de ses fidèles, Johan Larsson Sparre, Jöran Posse (sv) et Gustaf Brahe (sv). Les châteaux de Borgholm et de Kronoberg (sv) se soumettent rapidement, signe que la loyauté à Sigismond est plus forte que prévu et qu'une reconquête sans violence semble possible.
Les progrès de Sigismond vers Stockholm incitent le duc Charles à se mettre en mouvement avec ses troupes, fortes d'environ 6 000 hommes, en direction de l'Östergötland. Il quitte Stockholm le 5 août, après avoir confié sa défense à Mauritz Stensson Leijonhufvud (sv) et Axel Ryning (sv). Il arrive à Nyköping à la mi-août, mais des vents contraires ont empêché sa flotte de suivre sa progression. Ces mêmes vents ont séparé en deux la flotte de Sigismond, qui a quitté Kalmar en direction du nord au même moment. Avec une partie de la flotte, le roi prend la direction de Stegeborg (sv), tandis que l'autre moitié, menée par Samuel Laski, pousse plus au nord dans l'espoir de prendre Stockholm par surprise. Ce plan est couronné de succès : la ville tombe entre les mains de Laski et de Claes Bielke (sv). En apprenant la nouvelle, le régiment de cavalerie de l'Uppland rallie le roi. La perte de Stockholm est un coup dur pour le duc Charles, qui n'est plus soutenu que par la flotte. L'amiral Johan Nilsson Gyllenstierna (sv), ancien gouverneur de Stockholm, parvient à quitter la ville pour le rejoindre.
Sigismond débarque à Stegeborg le 22 août à la tête d'une centaine d'hommes. De bonnes nouvelles lui parviennent : ses partisans se sont emparés des forteresses d'Älvsborg et Gullberg. Néanmoins, il se trouve dans une position délicate, car l'armée du duc Charles s'est dirigée vers Linköping pour empêcher les partisans du roi de le rejoindre. Au total, 5 500 hommes encerclent Sigismond et ses troupes. Des négociations débutent entre l'oncle et le neveu par l'intermédiaire d'étrangers. Sigismond exige la restauration du pouvoir royal, tandis que le duc Charles considère qu'il a brisé son serment en faisant entrer des troupes étrangères en Suède. Il exige leur départ avant les négociations, ce que Sigismond refuse.
Le duc Charles quitte Linköping à la tête de ses troupes le 28 août pour camper à Mem, à quelques kilomètres au nord-ouest de Stegeborg. Les échanges avec Sigismond se poursuivent, le duc exigeant un message clair de la part du roi, ce que celui-ci interprète comme le signe d'une attaque prochaine. Bien que Sigismond soit piégé, il bénéficie du soutien d'autres troupes et ordonne à Hans Vejer d'attaquer par-derrière l'armée du duc Charles, tandis qu'un autre officier, Farensbach, se place en ordre de bataille face à ce dernier. Le duc réagit immédiatement.

### La bataille de Stegeborg
L'armée du duc Charles passe à l'attaque le matin du 8 septembre et subit de plein fouet le feu polonais. Au bout d'un moment, Sigismond ordonne l'arrêt des tirs. Le duc bat rapidement en retraite vers Mem. Il n'a perdu que 300 hommes, mais c'est avant tout son prestige qui sort affaibli de la bataille de Stegeborg (sv). Humilié, il envisage de fuir le pays avec sa famille, mais des officiers le convainquent de rester.
Les deux camps négocient deux jours de trêve, durant lesquels d'importants mouvements de troupes prennent place. Sigismond réclame des renforts en Pologne, tandis que la flotte suédoise, dirigée par l'amiral Joachim Scheel, se rapproche du littoral. Elle arrive en vue de Stegeborg, ce dont les vents contraires l'avaient empêchée jusqu'alors. Malgré sa victoire, Sigismond se retrouve alors en position de faiblesse : la flotte de Scheel apporte des renforts au duc Charles et empêche ses propres renforts de venir le rejoindre.
Pour Sigismond, ce blocus équivaut à une déclaration de guerre. Il quitte Stegeborg le 20 septembre en direction de Linköping, immédiatement suivi par l'armée du duc Charles. Une escarmouche oppose des membres des deux armées dans la nuit du 24 au 25.

### La bataille de Stångebro

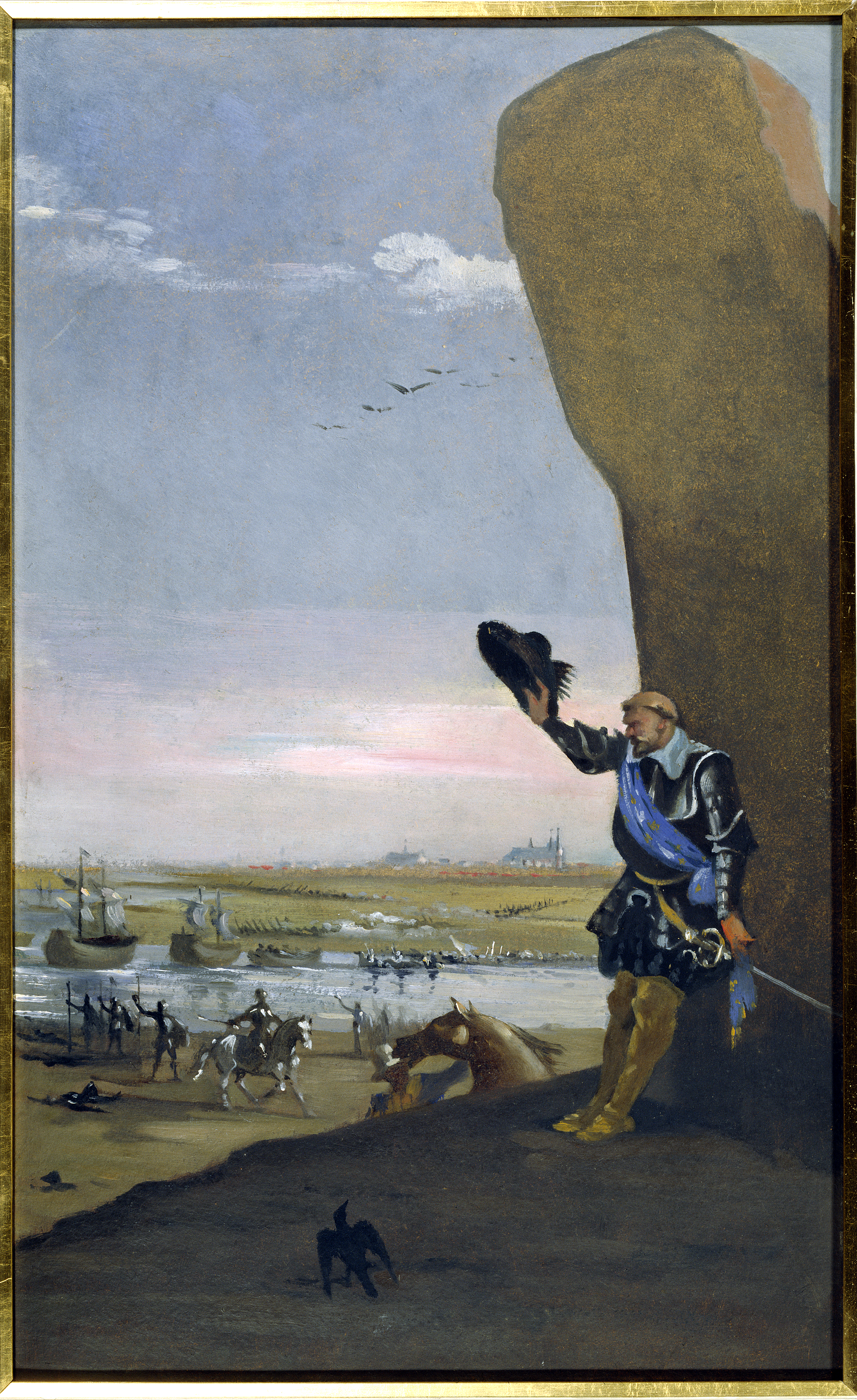
La bataille de Stångebro par (1889).

L'affrontement principal prend place le 25 septembre 1598 à Stångebro (sv), non loin de Linköping. Le duc Charles remporte une victoire décisive sur Sigismond et lui impose des conditions draconiennes. Il exige le renvoi intégral de son armée, tandis que le roi lui-même doit rester et attendre la convocation d'un nouveau Parlement. Plusieurs de ses partisans sont emprisonnés pour être exécutés en 1600 lors du bain de sang de Linköping (sv). Au terme des négociations, oncle et neveu déjeunent ensemble au château de Linköping. Le roi, qui craint pour sa vie, s'enfuit en Pologne quelques jours plus tard.
Alors même que ces négociations prennent place, la Dalécarlie est à son tour touchée par la guerre. Un partisan de Sigismond, Jacob Näf (sv), tente de soulever les habitants du cru contre le duc Charles. Il est fait prisonnier et exécuté, mais ses forces poursuivent le combat jusqu'au bac de Brunnbäck (sv). Le fils illégitime du duc, Carl Carlsson Gyllenhielm (sv), écrase le soulèvement dans le Västergötland.
Malgré sa fuite, Sigismond compte bien revenir en Suède et reconquérir le pays à partir de Kalmar, qu'il laisse entre les mains de Johan Larsson Sparre, à charge pour lui de tenir la ville jusqu'à son retour. Néanmoins, l'avantage est au duc Charles, qui reconquiert Stockholm en novembre 1598 et Älvsborg avant la fin de l'année.

### La reprise de Kalmar et de la Finlande
Le duc Charles convoque une réunion des États à Jönköping en janvier 1599, à laquelle seuls le haut clergé et la noblesse sont conviés pour débattre des demandes à faire à Sigismond concernant le gouvernement du royaume, ainsi que de la situation de Kalmar et de la Finlande, toujours fidèles au roi. Il est décidé que le duc Charles deviendra régent (les États lui prêtent serment de fidélité) et que Kalmar et la Finlande seront reconquises pacifiquement. Une lettre adressée à Sigismond propose d'avoir recours à des juges impartiaux pour trancher, à condition que le roi revienne en Suède,.
Carl Carlsson Gyllenhielm mène ensuite les troupes fidèles au duc Charles devant Kalmar. Espérant le retour du roi, Johan Larsson Sparre met la ville et le château en état de défense. L'assaut est donné dans la nuit du 1er au 2 mars. Gyllenhielm et Samuel Nilsson dirigent les troupes qui attaquent la porte nord, tandis que le duc Charles mène en personne ses troupes à l'attaque de la porte ouest. Au terme d'une lutte brève et intense, ses hommes parviennent à franchir l'enceinte de la ville, mais ils ne pressent pas leur avantage en attaquant le château, préférant se livrer au pillage. Johan Larsson Sparre parvient à défendre le château jusqu'à l'arrivée en renfort de six navires polonais, mais ils sont repoussés par quatre vaisseaux suédois et des tirs d'artillerie. Découragés, les défenseurs se rendent le 12 mai. Johan Larsson Sparre et ses lieutenants, parmi lesquels Christoffer Andersson Stråle et Lars Rålamb, sont décapités sans autre forme de procès et leurs têtes sont exposées sur des piques aux portes de Kalmar,.
Après la chute de Kalmar, la Finlande devient le principal théâtre du conflit. Les places fortes tombent les unes après les autres à partir de juillet. Les opérations, d'abord dirigées par Hans Klasson Bielkenstierna et Peder Stolpe, sont directement menées par le duc Charles à partir du 19 août. Les commandants finlandais, toujours fidèles à Sigismond, ont à leur disposition une armée bien entraînée, mais le duc Charles est mis au courant de leurs plans de défense, ce qui lui permet de les affronter efficacement. La population rallie progressivement le duc, si bien qu'au bout de quelques semaines, seules les forteresses d'Åbo, Viborg et Nyslott lui résistent. Elles tombent au mois de septembre, suivies en octobre par les provinces d'Ingrie et d'Estonie. Les principaux résistants à l'autorité du duc Charles sont sommairement jugés et exécutés le 10 novembre lors du bain de sang d'Åbo (sv). La Finlande étant pacifiée, le duc peut rentrer à Stockholm le 15.

## Conséquences

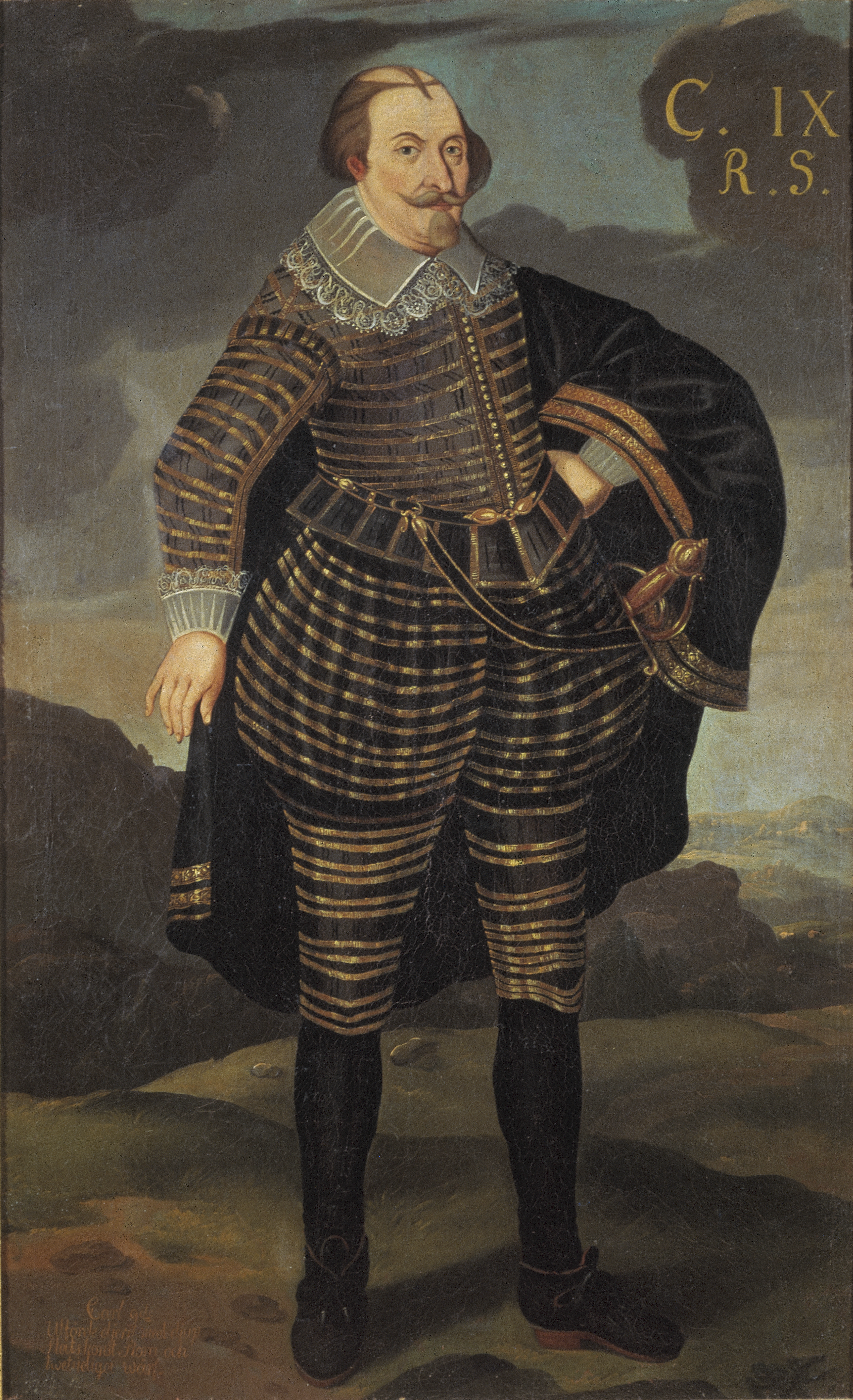
Charles IX, roi de Suède.

Sigismond est officiellement déposé lors d'une nouvelle réunion du Parlement, le 24 juillet 1599 à Stockholm. Le Parlement lui laisse six mois pour décider s'il souhaite ou non envoyer en Suède son fils, le prince héritier Ladislas, étant entendu que celui-ci serait dès lors éduqué dans la foi luthérienne. Un refus de sa part laisserait les États libres de chercher un autre roi. Pour Sigismond, il est évidemment impensable de laisser son jeune fils de quatre ans être converti au protestantisme dans un autre pays,.
Un nouveau Parlement est réuni à Linköping à partir du 24 février 1600 pour étudier le cas d'un certain nombre de conseillers du roi Sigismond, accusés de haute trahison. Il s'agit de Erik Sparre, Ture Bielke, Jöran Posse, Gustav Banér et Sten Banér, capturés après la bataille de Stångebro, ainsi que Klas Bielke, Hogenskild Bielke, Erik Leijonhufvud et Krister Klasson Horn, faits prisonniers ultérieurement. Au terme de leur procès, ils sont reconnus coupables et exécutés le 20 mars 1600, lors du bain de sang de Linköping (sv), à l'exception de ceux qui ont plaidé coupable et demandé grâce, parmi lesquels Erik Leijonhuvud, Klas Bielke et Jöran Posse.

Le Parlement de Linköping reconnaît également le duc Charles comme roi de Suède. Désireux de soumettre les régions encore fidèles à Sigismond, il envahit la Livonie en février 1600. C'est le début de trois décennies de guerre presque ininterrompue entre la Suède, qui cherche à conquérir la Livonie, et la Pologne, dont le roi continue à revendiquer le trône suédois. Le duc Charles est sacré en 1607 sous le nom de Charles IX. 